# تکیه مدیر الملک
تکیۀ مدیر الملک مربوط به دورۀ قاجار است و در کرمان، شمال خیابان امام، نبش کوچۀ شمارۀ ۹ واقع شده و این اثر در تاریخ ۷ مهر ۱۳۸۱ با شمارهٔ ثبت ۶۱۱۳ به‌عنوان یکی از آثار ملی ایران به ثبت رسیده است.

## نگارخانه

داخل تکیۀ مدیر الملک کرمان
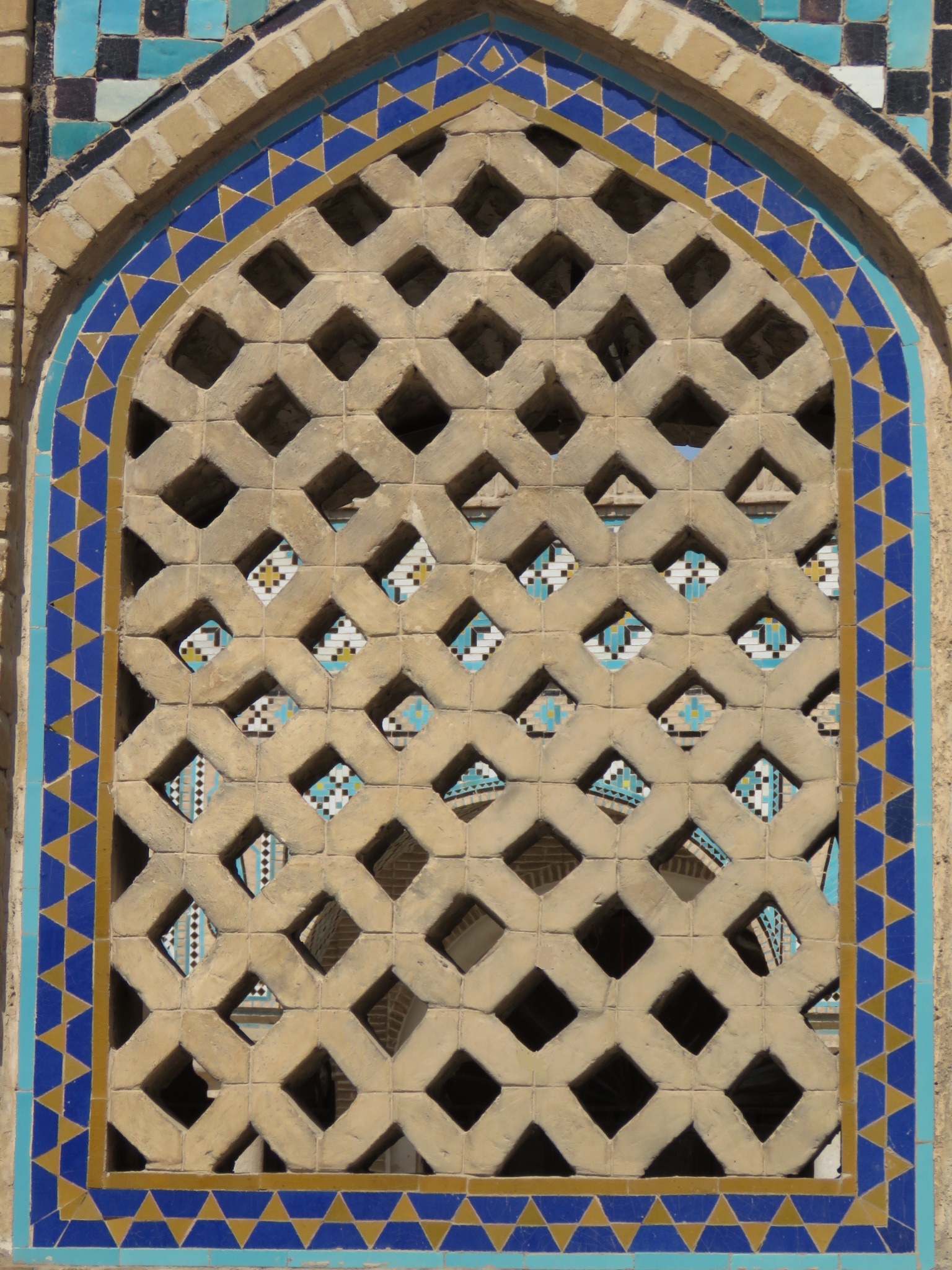
تکیۀ مدیر الملک کرمان
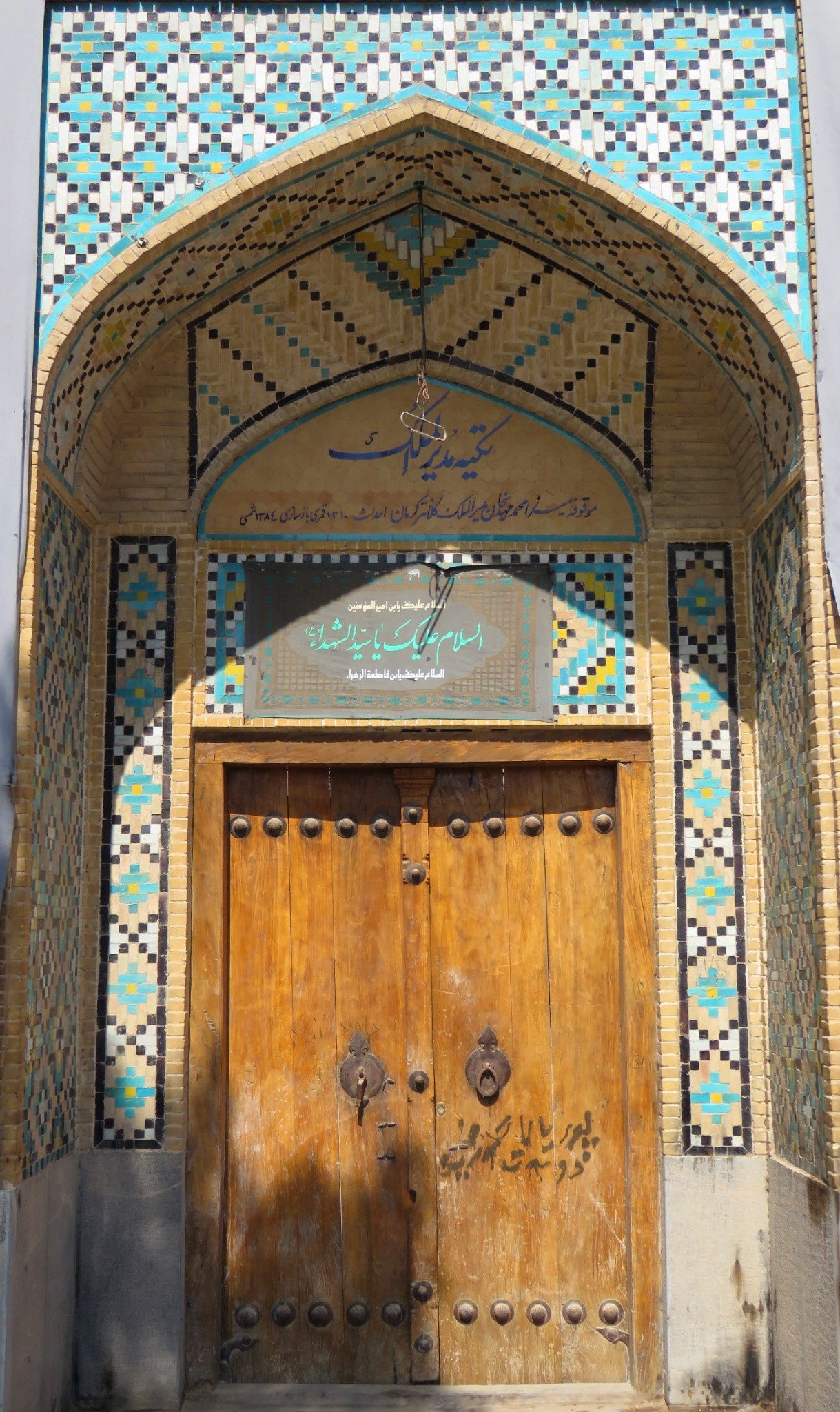
درب ورودی